# Камалетдинов, Дамир
Дами́р Камалетди́нов (14 марта 1968, Таджикская ССР, СССР) — советский и таджикский футболист, тренер.
С 2005 года — главный тренер сборной Таджикистана по футзалу.

## Биография
Первый тренер — Юрий Рашидович Вахидов (РСДЮШОР).
Начинал играть в студенческой команде за Таджикский институт физической культуры. Окончив ВУЗ в 1985, стал играть в «Вахше», за который в 1986 провел 21 игру.
С 1987 — в «Памире». Дебют состоялся в выездной игре в Ростове против «Ростсельмаша». Матч провел в основе, сыграл все 90 минут.
Однако в дальнейшем карьеру пошла вниз — сначала армейская служба, а потом травма. В 1989 в матче дублирующих составов против «Динамо» (Киев) получил разрыв мениска и связок, затем в 1-й же игре после лечения получил разрыв внутренней крестообразной связки колена.
В итоге, в 1990 оказался снова в "Вахше. В 1990-е играл за «Памир» и «Динамо» (Душанбе).
В 1996 провел 5 игр за Батыр, после чего завершил активные выступления.
В 1998—2005 — главный тренер СКА-Памир. В 2005 стал первым тренером в Таджикистане, кто добровольно ушёл в отставку.
С 2006 — главный тренер сборной Таджикистана по футзалу.
C 1992 года женат на Альбине Камалетдиновой. Отец четверых детей — Алии, Гулии, Аскара и Амины.

## Достижения
- Чемпион Таджикистана 1995